# Adler’s Appetite (album)
Adler’s Appetite – pierwsza płyta zespołu Adler’s Appetite wydana w 2005. Na płycie znalazły się 4 utwory samego zespołu oraz 2 covery: „Draw the line” Aerosmith i „Hollywood” Thin Lizzy. Początkowo na płycie grupa planowała umieścić cover piosenki „Obscured” Hanoi Rocks, ostatecznie jednak został wybrany utwór formacji Thin Lizzy.

## Lista utworów
1. "Suicide" – 3:58
2. "99" –  3:32
3. "Empty" –  4:06
4. "Hollywood" (cover Thin Lizzy) – 3:55
5. "Little Dancer" – 3:14
6. "Draw the Line" (cover Aerosmith) – 3:37

## Twórcy
- Jizzy Pearl – wokal prowadzący
- Keri Kelli – gitara, inżynier dźwięku, nagrywanie
- Robbie Crane – gitara basowa
- Steven Adler – perkusja
- Billy Stevens – inżynier dźwięku, nagrywanie
- Stevo Bruno – miksowanie
- Lou Hemsey – mastering
- Greg Garcia – zdjęcia
- Ian Dowdell – zdjęcia
- Renata Kanclerz – obrazy
- Ray C. – obrazy